# Vytautas Sigitas Draugelis
Vytautas Sigitas Draugelis (* 30. November 1943 in Marijampolė; † 4. Oktober 2010 in Marijampolė) war ein litauischer Politiker.

## Leben
Von 1950 bis 1957 lernte er an der Petras-Arminas-Mittelschule. 1963 absolvierte er das Politechnikum Kaunas und wurde Bautechniker. Von 1969 bis 1973 studierte er an der Parteihochschule in Vilnius.
Ab 1963 arbeitete er in Klaipėda als Ingenieur. Von 1963 bis 1966 leistete er den Sowjetarmeedienst und wurde Mitglied der KPdSU. Von 1973 bis 1980 arbeitete er bei Lietuvos komunistų partija in Marijampolė als Instruktor. Von 1990 bis 1992 war er stellv. Bürgermeister von Marijampolė, von 2004 bis 2008 Mitglied im Seimas. 
Ab 2003 war er Mitglied der Darbo partija. 
Er war verheiratet und hatte mit seiner Frau Vida Angelė Lažauninkaitė zwei Kinder.